# 秋菜里子
秋菜 里子（あきな りこ、1980年6月2日 - ）は、日本の元AV女優。東京都出身。

## 略歴
- 1999年6月:先行して「美崎涼香」名義で英知出版から写真集「卒業写真」を発売。
- 1999年7月:『微熱』でAVデビュー。
- 2000年12月:『さよなら 秋菜里子』をもって引退した。

## 人物
- 趣味：カラオケ
- 特技：お菓子づくり

## 出演作品
1999年
- 微熱（7月30日(VHS)/1999年10月22日(DVD)、アリスJAPAN） ※デビュー作[1]
- 制服詩集（8月21日(VHS)/1999年11月27日(DVD)、宇宙企画）
- 季節風（9月21日(VHS)/1999年12月24日(DVD)、マックス・エー）[3]
- スウィート2サービス（10月26日、アリスJAPAN）[1]
- ずっと2人で…（11月22日、マックス・エー）
- トゥインクル（12月12日(VHS)/2000年3月25日(DVD)、宇宙企画）

2000年
- 最後の微笑み（1月25日、マックス・エー）
- 気ままなAngel (2月、メディアステーション) トゥインクル再編集版
- トリニティ ラブ（2月18日、アリスJAPAN）[1]
- 暴き屋 保険調査裏仕事人 （2月21日、ミュージアム / 伊藤秀裕監督）プシィ役
- メイドいじり スウィート2サービス （2月25日、アリスJAPAN） スウィート2サービス を DVD 化
- 幼な妻里子（3月31日、h.m.p）[2]
- 私春季（4月21日、h.m.p） 秋菜里子、星野くるみ、青木絵里
- 夢見るように犯して（4月25日、h.m.p）[2]
- 舐めさせて…（5月19日、アリスJAPAN） トリニティ ラブ を DVD 化
- 愛しのなめなめガール（5月22日、h.m.p）[2]
- ノーメイク（6月22日、h.m.p）[2]
- 妄想メモリアル（7月27日、h.m.p）[2]
- エロエロガールズ（8月25日、マックス・エー）他出演:岡崎美女、小池亜弥、可愛あずさ、安里祐加、光月夜也、葵みのり、杉浦あみ、金沢文子[3]
- TABOO（8月28日、マックス・エー）
- 女尻（9月26日、アリスJAPAN）[1]
- 秋菜里子大全集I(10月10日、h.m.p) 愛しのなめなめガール・夢見るように犯してを収録
- レイプ狂い（10月13日、アリスJAPAN）[1]
- 里子主義（11月14日、マックス・エー）
- さよなら 秋菜里子（12月29日(VHS)/2001年6月22日(DVD)、マックス・エー）※引退作[3]

2001年
- 秋菜里子DX（2月23日、マックス・エー) ずっと２人で・最後の微笑みを収録[3]
- 秋菜里子大全集II（5月21日、h.m.p） ノーメイク・妄想メモリアルを収録[2]
- MORE MAX II（8月24日、マックス・エー) 総集編 石絵未季、小池亜弥、可愛あずさ、安里祐加、光月夜也、葵みのり、杉浦あみ、秋菜里子、金沢文子[3]
- さよなら秋菜里子 (10月21日、マックス・エー) さよなら・TABOOを収録
- Aniversary II（12月7日、マックス・エー) 総集編 日下部レイ、白石舞、中嶋広香、塔山直美、樹原まい、沢田悠理、風吹あきら、小池ちなつ、菅原薫、相本友希、夏目由佳、河合美奈、彩花、白川麻里奈、寿綾乃、舞田奈美、安里祐加、秋本優奈、堀内ナナ、藤崎みなみ、杉浦あみ、有賀涼、遠野ゆき美[3]

2002年
- アリスJAPAN2003（12月13日、アリスJAPAN）他出演:美竹涼子、及川奈央、鮎川あみ、天野♥こころ、嶋田琴美、北原ななせ、鈴木麻奈美、七瀬あゆみ、熊野ぷぅこ、観月マリ、松田ちゆり、沢口梨々子、青山ちはる、庄司みゆき、金沢文子、黒沢愛 佐伯祐里、彩名杏子、三田友穂、寺崎泉、篠原まこと、小沢奈美、川奈さおり

2003年
- ザ・騎乗Bomb! 4時間（5月2日、h.m.p）他23名出演
- 宇宙企画 Memorial 秋菜里子（9月19日、宇宙企画） 制服詩集・トゥインクルを収録
- 騎乗メガファック!!!（12月21日、h.m.p）

2004年
- ノーカット4時間!! 秋菜里子（6月11日、アリスJAPAN） 微熱・女尻・スイート２サービス・レイプ狂い収録
- h.m.p女優大図鑑 [アイドル編]4時間（9月10日、h.m.p）他19名出演

2005年
- 宇宙企画COMBO!4時間 ときめきナース編（1月14日、宇宙企画）他17名出演
- 宇宙企画Memorial Best Special Box（3月11日、宇宙企画）他出演:上原あやか、鈴木麻奈美、久世このは、佐藤まい、小野寺沙希、小早川まりん、葵みのり、水野はるき、安里祐加、井上詩織、小川明日香、沢田舞香、田原あゆみ、渡瀬晶、友崎りん、観月あいか、山崎りか、金沢文子

2006年
- 萌え〜!!美乳むすめ4時間!! 2（7月14日、アリスJAPAN）他出演:鈴木麻奈美、金沢文子、瞳リョウ

2007年
宇宙企画25周年 プレミアムBOX 12時間 かわいさとみから糸矢めいまで63人スペシャル（1月19日、宇宙企画）総集編
2009年
- 宇宙企画 The Complete till 2008 ～moon（月）～（1月23日、宇宙企画）

2011年
- 宇宙企画30周年ベスト ～メモリアル Vol.2～（1月28日、宇宙企画）他79名出演
- 美少女AVメーカーh.m.pが誇るAV女優 200人16時間4枚組（10月7日、h.m.p）他199名出演

2012年
- AV女優100人 2 伝説＆現役のトップ女優たち（3月13日、オールアダルトジャパン）他99名出演